# David B.
David B., właśc. Pierre-François Beauchard (ur. 9 lutego 1959 w Nîmes) – francuski scenarzysta i rysownik komiksowy, jeden z założycieli wydawnictwa L'Association. Autor m.in. autobiograficznej serii Rycerze świętego Wita (1996–2003), za którą otrzymał Nagrodę za scenariusz na Międzynarodowym Festiwalu Komiksu w Angoulême w 2000 r.